# 전형계약
민법전에 규정되어 있는 계약을 전형계약(典型契約) 내지 유명계약(有名契約)이라고 한다. 민법전에 규정된 계약은 증여·매매 등 15가지인데, 이들은 민법에 명칭이 규정되어 있는 점에서 강학상 유명계약이라고 부른다. 반대로 민법전에 규정되어 있지 않은 그 밖의 계약은 비전형계약(非典型契約) 또는 무명계약(無名契約)이라고 한다. 계약의 구체적 내용은 당사자의 합의에 의해서 자유로이 정할 수 있는 것이 원칙이다. 그러나 이와 같은 계약내용은 천차만별·불완전·불명료하게 되어 계약의 해석이나 이행을 둘러싸고 당사자간에 분쟁이 생기기 쉽다. 그리하여 민법은 공통점을 갖는 계약만을 모아서 형식화하고, 명칭을 붙이고, 계약 내용에서도 완전·명료를 목적으로 해서 일반적인 기준을 정하였다. 채권계약에 관한 민법의 규정들은 원칙적으로 임의규정에 지나지 않기 때문에 계약당사자가 민법내의 전형계약과 그 명칭 및 내용을 달리하는 계약을 체결하는 것은 자유이다. 따라서 비전형계약도 계약으로서 유효하다. 전형계약도 각 거래계의 관행을 고려하여 해석하지 않으면 안 된다. 하나의 무명계약 여러 개의 유명계약의 성질을 한꺼번에 가지는 경우를 혼합계약이라고 지칭한다. 예컨대 양복점에 있는 옷감으로 치수를 재서 주문복을 맞추는 것은 매매와 도급의 혼합계약이다.
대한민국 민법에는 ⑴ 재산의 이전에 관한 계약으로서 증여, 매매, 교환, ⑵ 물건의 이용에 관한 계약으로서 소비대차, 사용대차, 임대차, ⑶ 노력의 이용에 관한 계약으로서 고용, 도급, ⑷ 그 외의 계약으로서 현상광고, 위임, 임치, 조합, 종신정기금, 화해, 여행계약의 15개의 전형계약을 규정하였다. 상법상의 전형계약으로서는 익명조합·운송·보험·상호계산 등이 있다. 민법의 15개 종류의 전형계약 중 여행계약은 사회의 변화로 인해 비교적 최근에 전형계약으로 인정되었다.
일본 민법에서는 증여, 매매, 교환, 소비대차, 사용대차, 임대차, 고용, 청부(대한민국 민법의 도급), 위임, 기탁(대한민국 민법의 임치), 조합, 종신정기금, 화해의 13개 계약의 유형을 전형계약으로서 규정하고 있다.